# Palazzo Gonzaga (San Paolo di Civitate)

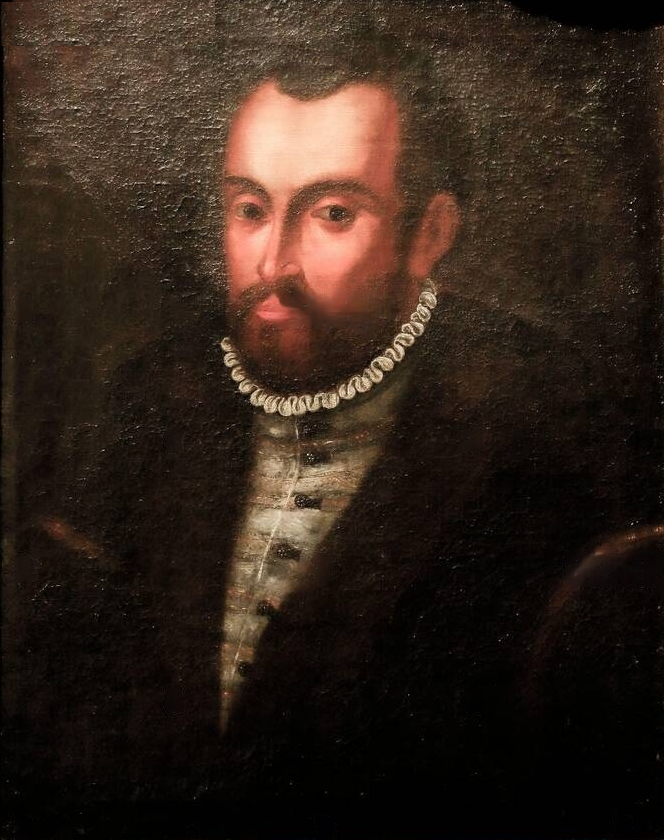
Ritratto di Cesare I Gonzaga

Palazzo Gonzaga è un edificio storico di San Paolo di Civitate, in provincia di Foggia.

## Storia
La costruzione avvenne nel 1568 con il primo feudatario del luogo, Giovanni Battista Carafa, e terminato da Cesare Caupadia intorno al 1568-1570. Nel 1570 divenne di proprietà di Cesare I Gonzaga, conte di Guastalla, primogenito del condottiero imperiale Ferrante I Gonzaga e di Isabella di Capua.
Il palazzo, a tre piani di pianta quadrata con 16 stanze per lato, era dotato di torri quadrangolari, delle quali solo una è sopravvissuta e un'altra trasformata nel secolo scorso in campanile.